# San Nicolò (Lecco)

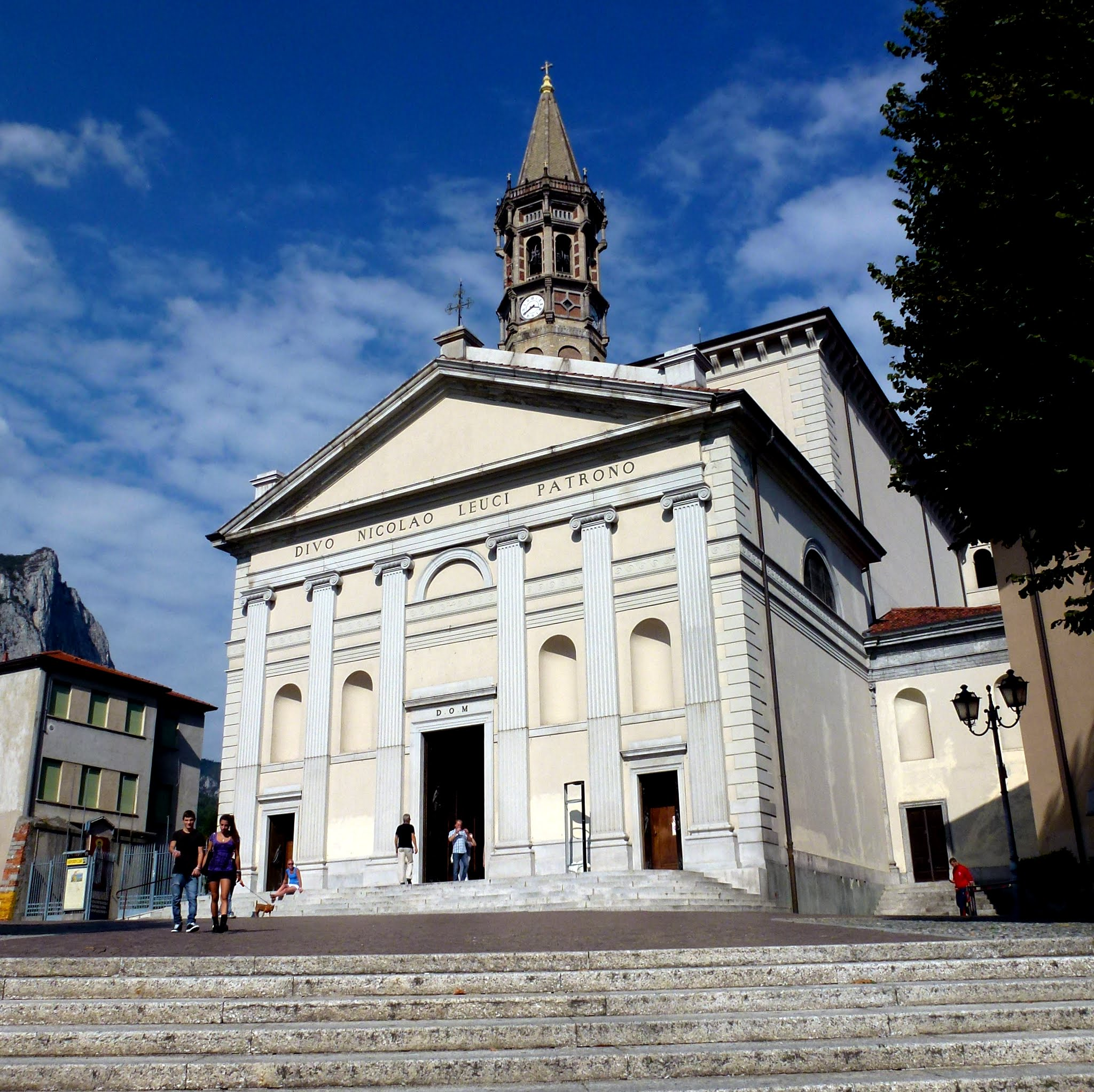
Fassade der Basilika San Nicolò

Die Basilika San Nicolò ist eine römisch-katholische Kirche in der norditalienischen Stadt Lecco in der Region Lombardei. Die ehemalige Stiftskirche in erhöhter Lage über dem Comer See wurde 1943 durch Papst Pius XI. zur Basilica minor erhoben.

## Bauwerk
Bereits im 11. Jahrhundert stand an der Stelle der heutigen Basilika vermutlich eine Kirche, die älteste Aufzeichnung stammt von 1252. Es kam zu wiederholten Beschädigungen und Wiederaufbauten, im 17. Jahrhundert wurde das Gebäude mit verschiedenen Dekorationen barockisiert. Zwischen 1831 und 1862 schuf der Architekt Giuseppe Bovara die heutige neoklassizistischen Fassade. 
Der imposante neugotische Glockenturm wurde von 1902 bis 1904 unter Giovanni Ceruti errichtet. Er ist mit einer Höhe von 96 Metern einer höchsten Kirchtürme Italiens und hat ein Geläut von neun Glocken. Er wurde an der Stelle eines der Türme der mittelalterlichen Stadtmauer errichtet, die im 19. Jahrhundert zerstört wurden. Der Doppeltreppenaufgang wurde 1928 hinzugefügt.

## Ausstattung

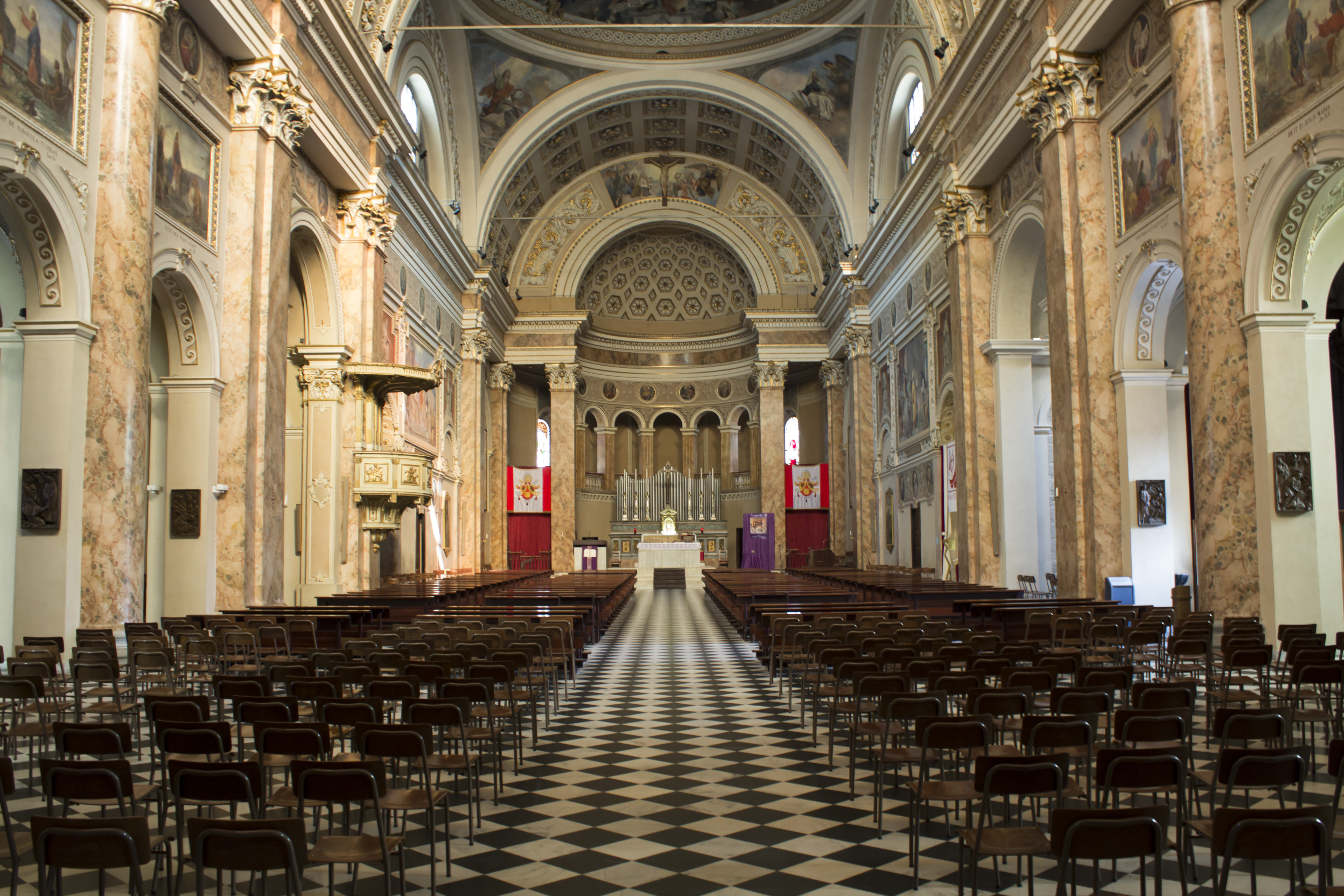
Innenraum der Basilika

Die Innenräume beherbergen eine Reihe von Fresken, darunter das Leben Jesu (1881) an den Wänden von Casimiro Radice und das Deckenfresko Glorie der Madonna des Rosenkranzes aus dem Jahr 1925 von Luigi Morgari. Die fünfte Kapelle im rechten Kirchenschiff enthält Fresken aus dem 14. Jahrhundert und ein Taufbecken aus dem 16. Jahrhundert.
Die Basilika San Nicolò besitzt zwei Orgeln, eine Hauptorgel an der Gegenfassade und eine Chororgel in der Apsis. Während der Gottesdienste wird heute nur noch die Chororgel verwendet, während die ältere Orgel nur für Konzerte genutzt wird.